# Olary Creek
Olary Creek är ett vattendrag i Australien. Det ligger i delstaten South Australia, omkring 330 kilometer nordost om delstatshuvudstaden Adelaide.
Omgivningarna runt Olary Creek är i huvudsak ett öppet busklandskap. Trakten runt Olary Creek är nära nog obefolkad, med mindre än två invånare per kvadratkilometer. Genomsnittlig årsnederbörd är 302 millimeter. Den regnigaste månaden är februari, med i genomsnitt 68 mm nederbörd, och den torraste är oktober, med 1 mm nederbörd.